# (4313) Bouchet
(4313) Bouchet – planetoida z grupy pasa głównego asteroid okrążająca Słońce w ciągu 4,32 lat w średniej odległości 2,65 j.a. Odkryta 21 kwietnia 1979 roku. Nazwana na cześć Patrice’a Boucheta – astronoma pracującego dla ESO w Obserwatorium La Silla.